# Iwanowka (Region Altai, Tscharyschski)
Iwanowka (russisch Ивановка) ist ein Selo (Dorf) in der russischen Region Altai. Der Ort gehört zur Landgemeinde Malobaschtschelakski selsowet im Tscharyschski rajon. Er wird überwiegend von Russen bewohnt.

## Geographie
Iwanowka befindet sich 25 Kilometer nordöstlich vom Rajonzentrum Tscharyschskoje. Der Gemeindesitz Maly Baschtschelak liegt sechs Kilometer südlich. Die nächste auf Straßen erreichbare Bahnstation ist Tretjakowo an der Strecke von Rubzowsk in das kasachische Öskemen etwa 160 Kilometer (Luftlinie) südwestlich.

## Bevölkerungsentwicklung
| Jahr | Einwohner |
| ---- | --------- |
| 1926 | 70        |
| 2002 | 99        |
| 2010 | 61        |

Anmerkung: Volkszählungsdaten